# Anthony Browne (homme politique)
Pour les articles homonymes, voir Browne et Anthony Browne.
Anthony Howe Browne (né le 19 janvier 1967) est un homme politique britannique qui est député conservateur du South Cambridgeshire de 2019 à 2024,.
Browne est auparavant journaliste au Times, à la BBC et à The Observer ; conseiller de Boris Johnson lorsqu'il est maire de Londres ; directeur général de la British Bankers' Association et président du comité de politique réglementaire du gouvernement britannique. Il siège aux conseils d'administration de la Fédération bancaire internationale, de la Fédération bancaire européenne et de TheCityUK, ainsi que de plusieurs sociétés de technologie financière,.

## Jeunesse
Browne est né à l'hôpital de maternité Mill Road à Cambridge, fils de Patrick et Gerd Browne. Du côté de sa mère, sa famille est originaire de Norvège ; du côté de son père, il descend du 2e marquis de Sligo. Il va à l'école primaire Fowlmere, à l'école Perse et au Hills Road Sixth Form College à Cambridge, puis étudie les mathématiques à Trinity Hall, Cambridge, obtenant un BA (Hons) en 1988.

## Carrière

### Journalisme
Browne commence sa carrière comme journaliste. Il travaille à la BBC pour le programme The Money de 1993 à 1994, avant de devenir journaliste audiovisuel à Business Breakfast de 1994 à 1995.
Il est journaliste économique et correspondant économique pour la BBC (1993-1998); correspondant économique, rédacteur en chef santé et correspondant environnement pour le journal Observer (1998-2002) et éditeur sur l'environnement, correspondant Europe et correspondant politique en chef pour The Times (2002-2007). Lorsqu'il est correspondant Europe du Times, il couvre l'élargissement de l'UE à l'Europe de l'Est, et la nomination de Peter Mandelson au poste de commissaire européen. Il fait également un reportage pour le Times depuis l'Irak après la chute de Saddam Hussein.
Browne est chroniqueur pour City AM et l'un des chroniqueurs fondateurs du site web ConservativeHome.
Browne est à New York le 11 septembre 2001 et couvre les Attentats du 11 septembre 2001 contre les tours jumelles pour The Guardian et son journal jumeau, The Observer,. Un podcast qu'il réalise pour The Guardian est utilisé par le réalisateur Oliver Stone dans son film World Trade Center de 2006, avec Nicolas Cage, dans lequel Browne obtient un crédit final.
En 2002, lorsque le rédacteur en chef à la santé de l'Observer, Browne co-écrit un rapport intitulé Réforme du NHS : vers un consensus ? pour l'Adam Smith Institute, qui est publié en feuilleton dans le journal Guardian. Il appelle à un financement accru du NHS et à maintenir le principe selon lequel il devrait être gratuit pour les utilisateurs, mais que le NHS devrait adopter les pratiques courantes dans les services de santé allemands, français et belges.
En 2011, Browne écrit un blog sur le site Web de ConservativeHome intitulé « Pourquoi nous ne devrions pas quitter l'UE » . Browne s'oppose à un référendum sur l'adhésion britannique à l'UE et déclare que "se démêler de l'UE serait un ensemble hideux de négociations complexes couvrant à peu près toute la gamme des fonctions gouvernementales".

### Groupes de réflexion
Browne est directeur de Policy Exchange, le plus grand groupe de réflexion de centre-droit du Royaume-Uni, où il succède au directeur fondateur Nick Boles. Il dirige Policy Exchange pendant dix-huit mois, période au cours de laquelle il double de taille, mais est critiqué pour s'être trop rapproché du chef conservateur David Cameron.
Browne écrit et contribue à diverses publications, dont un livre sur l'adhésion de la Grande-Bretagne à la monnaie unique européenne, qui entre dans la liste des best-sellers du Sunday Times ; une brochure publiée par Civitas : l'Institut pour l'étude de la société civile sur l'immigration de masse qui remporte le prix de la publication de l'année du magazine Prospect en 2003 ; et un livre de la Fondation Joseph Rowntree sur les maux sociaux ; et un rapport pour le groupe de réflexion Open Europe soutenant la subsidiarité dans l'UE.

### Lobbyiste
Après avoir travaillé pour Boris Johnson, Browne est le chef des relations gouvernementales de Morgan Stanley pour l'Europe, le Moyen-Orient et l'Afrique.
Le 1er septembre 2012, il quitte Morgan Stanley pour devenir directeur général de la British Bankers' Association, où il reste jusqu'en 2017.
Browne est nommé au BBA en juin 2012, deux semaines avant l'éclatement du scandale LIBOR. Marcus Agius, le président du BBA qui a nommé Browne, a rapidement démissionné.
Browne est responsable de la mise en œuvre des réformes du LIBOR proposées par une commission dirigée par Martin Wheatley, alors chef de la Financial Conduct Authority,. Browne travaille avec un comité d'appel d'offres nommé par le gouvernement et présidé par Sarah Hogg pour transférer l'exploitation du LIBOR de la BBA. La responsabilité de l'exploitation du LIBOR est transférée de la BBA à NYSE Euronext en janvier 2014 . Dans le cadre de la Commission parlementaire sur les normes bancaires qui suit, présidée par Andrew Tyrie, Browne coordonne l'industrie pour établir le Conseil des normes bancaires.
Browne met en place le premier panel de consommateurs du BBA. À la suite du référendum de 2016 sur le Brexit, Browne avertit, dans un article controversé du journal The Observer, que les banques britanniques sont sur le point de délocaliser leurs opérations vers l'UE, leurs mains "tremblant sur le bouton de relocalisation".
En avril 2017, il démissionne après cinq ans en tant que directeur, lorsque la BBA fusionne avec cinq autres associations professionnelles pour former UK Finance,.

### Politique
Browne est directeur des politiques pour le développement économique de Boris Johnson, le maire de Londres, de 2008 à 2011. Il est chargé de la politique économique et commerciale de Londres, siégeant au conseil d'administration de la London Development Agency en tant qu'observateur au London Skills and Employment Board, et à TheCityUK, qui représente les services financiers britanniques. Il est également président du conseil consultatif numérique du maire. Browne est le directeur du manifeste de la campagne de réélection réussie de Boris Johnson de 2011 à 2012.
Le 20 juillet 2019, Browne est investi comme candidat parlementaire conservateur pour le South Cambridgeshire. Il est élu député du South Cambridgeshire en décembre 2019 avec une majorité de 2 904 voix. 